# Équipe cycliste Costa de Almería
L'équipe cycliste Costa de Almería-Paternina  est une équipe espagnole qui a existé de 1996 à 2004.

## Histoire
L'équipe est créée, sous le nom de Costa de Almeria, par la séparation en 2000 de l'Équipe cycliste Amica Chips-Costa de Almeria en quittant la nationalité italienne et en prenant la nationalité espagnole.

## Principaux coureurs
- 1998-1999 :  Francesco Arazzi
- 1998-2000 :  Felice Puttini
- 1998-1999 :  Claudio Chiappucci
- 1999 :  Viatcheslav Ekimov
- 2000-2003 :  José Antonio Pecharromán
- 2004 :  David Herrero
- 2004 :  José Ángel Gómez Marchante

## Principales victoires
- 1998
  - Tour du Frioul
  - Giro del Mendrisiotto
  - Grand Prix de l'industrie et du commerce de Prato

- 1999
  - 3e étape du Tour du Táchira
  - 3e étape du GP Mosqueteiros
  - 4e étape du Giro della Provincia di Lucca
  - 15e étape du Tour d'Espagne
  - 5e étape du Tour de Suisse
  - 6e étape du Tour des Asturies

- 2000
  - Giro del Mendrisiotto

- 2003
  - 2e, 3e, 4eb étapes de la Bicyclette basque
  - Classement final de la Bicyclette basque
  - 6e étape du Tour de Catalogne
  - Classement final du Tour de Catalogne

- 2004
  - 2e étape du Tour des Asturies
  - Prueba Villafranca de Ordizia